# Водоп'ян Анатолій Іванович
Анатолій Іванович Водоп'ян (нар. 17 листопада 1946, м. Галич, Україна) — український архітектор. Член Національної спілки архітекторів України.

## Життєпис
Анатолій Іванович Водоп'ян народився 17 листопада 1946 року в м. Галичі Івано-Франківської області, нині Україна. Від 1964 проживає в Тернополі.
Закінчив Львівський політехнічний інститут (1974).
Головний архітектор проекту у творчо-виробничому підприємстві «Тернопільархпроект». Від 1999 — голова правління обласної організації Національної спілки архітекторів України.

## Доробок
Автор проектів:
- навчального корпусу Чортківського медичного училища (1987, нині коледж);
- церкви Пресвятої Трійці на вул. Чайковського (1993, Тернопіль);
- собору Віри, Надії і Любові на вул. Коновальця (1997, Тернопіль);
- церкви св. Ольги і Володимира у смт Велика Березовиця (1999);
- Собор Зарваницької Матері Божої (2000—2002, у співавторстві);
- пам'ятника Йосифу Сліпому (2004, Тернопіль);
- пам'ятника Соломії Крушельницькій — у співавторстві (2010, Тернопіль).

Автор та співавтор гасел у «Тернопільському енциклопедичному словнику».